# Tarantino (singolo)
Tarantino è un singolo del cantante spagnolo Pol Granch e della cantante portoricana Gale, pubblicato il 18 ottobre 2024 dall'etichetta Sony Music España come estratto dal terzo album in studio Experimento 0150 di Pol Granch.

## Descrizione
Il brano, scritto dagli stessi due cantanti, è prodotto Dallas James Koehlke, in arte DallasK e Luis Salazar.

## Video musicale
Il video musicale, diretto da Max Lusson, è stato pubblicato in concomitanza all'uscita del brano attraverso il canale YouTube di Pol Granch.

## Tracce
Testi di Pol Granch, Carolina Isabel Colón Juarbe, musiche di Dallas James Koehlke, Luis Salazar, Vicente Jiménez Gómez Del Barco.
1. Tarantino – 2:29

## Formazione
Musicisti
- Pol Granch – voce
- Carolina Isabel Colón Juarbe – voce
- Dallas James Koehlke – chitarra
- Luis Salazar – chitarra

Produzione
- Dallas James Koehlke – produzione, registrazione
- Elliot Harper – registrazione
- Luis Salazar – produzione
- Serge Courtois – mastering, missaggio